# Indra

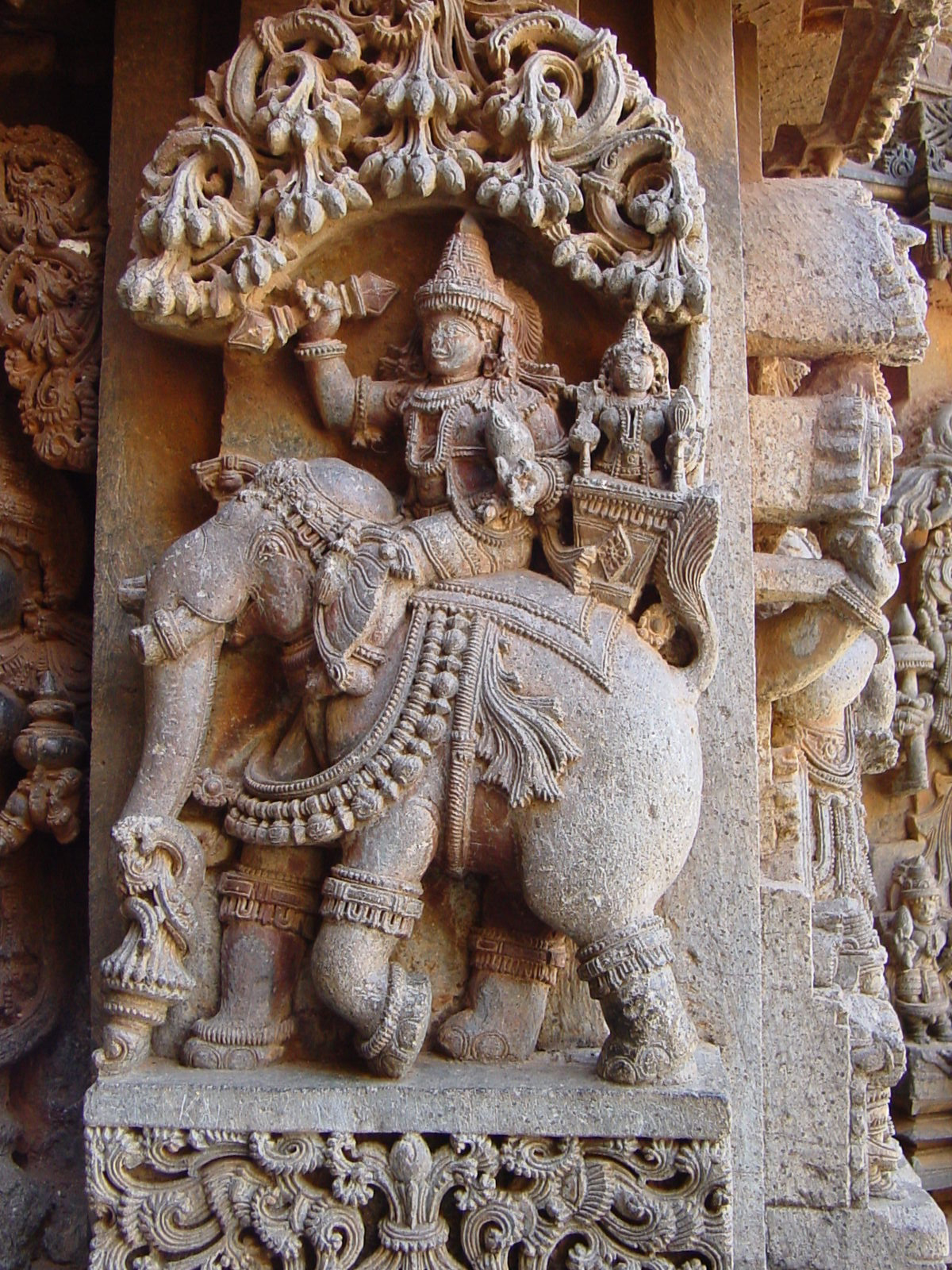
Indra mit Donnerkeil (vajra) auf dem Elefanten Airavata, Somanathapura (um 1265)

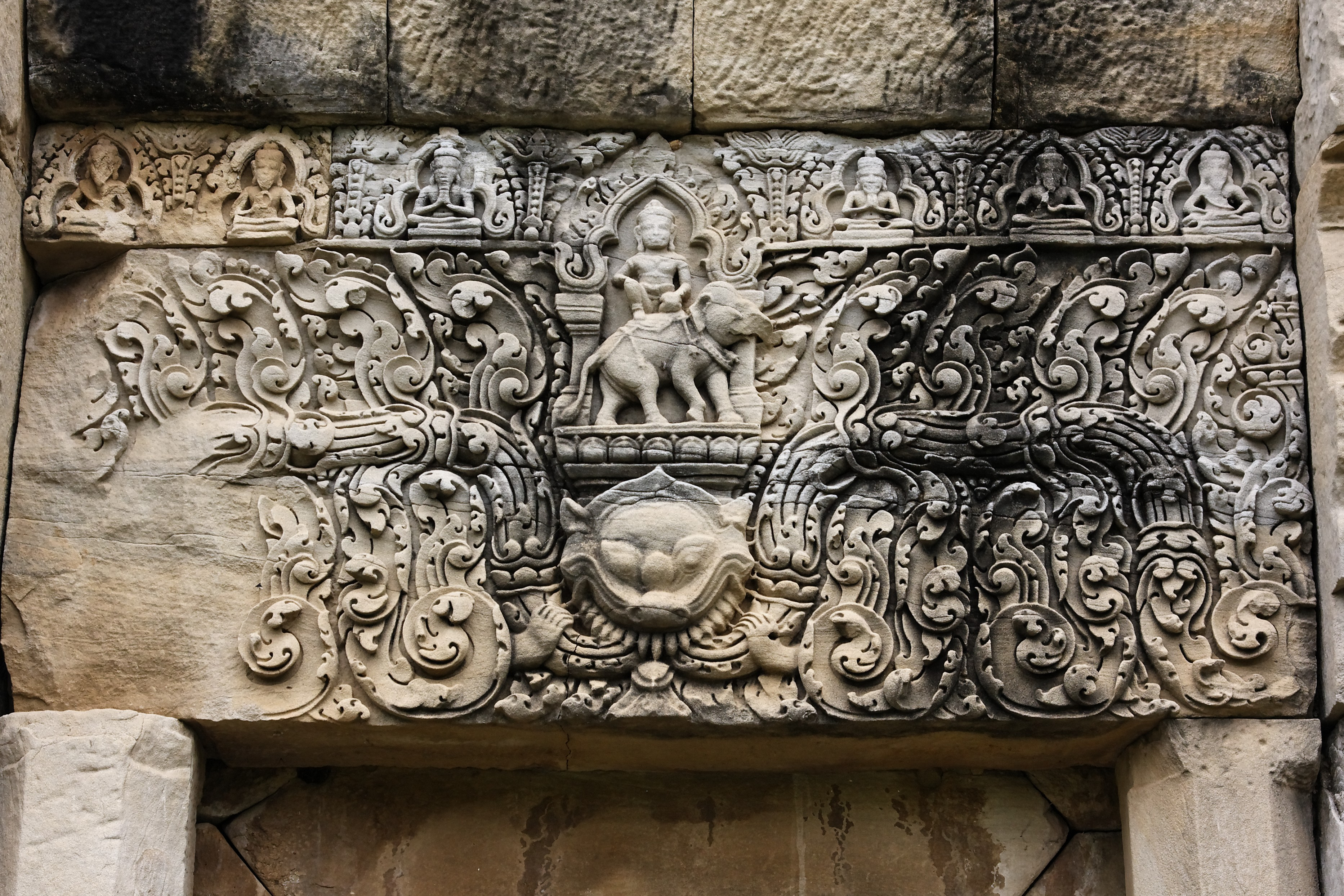
Indra auf Airavata im Türsturz des Khmer-Tempels von Prasat Ban Phluang, Thailand (um 1170)

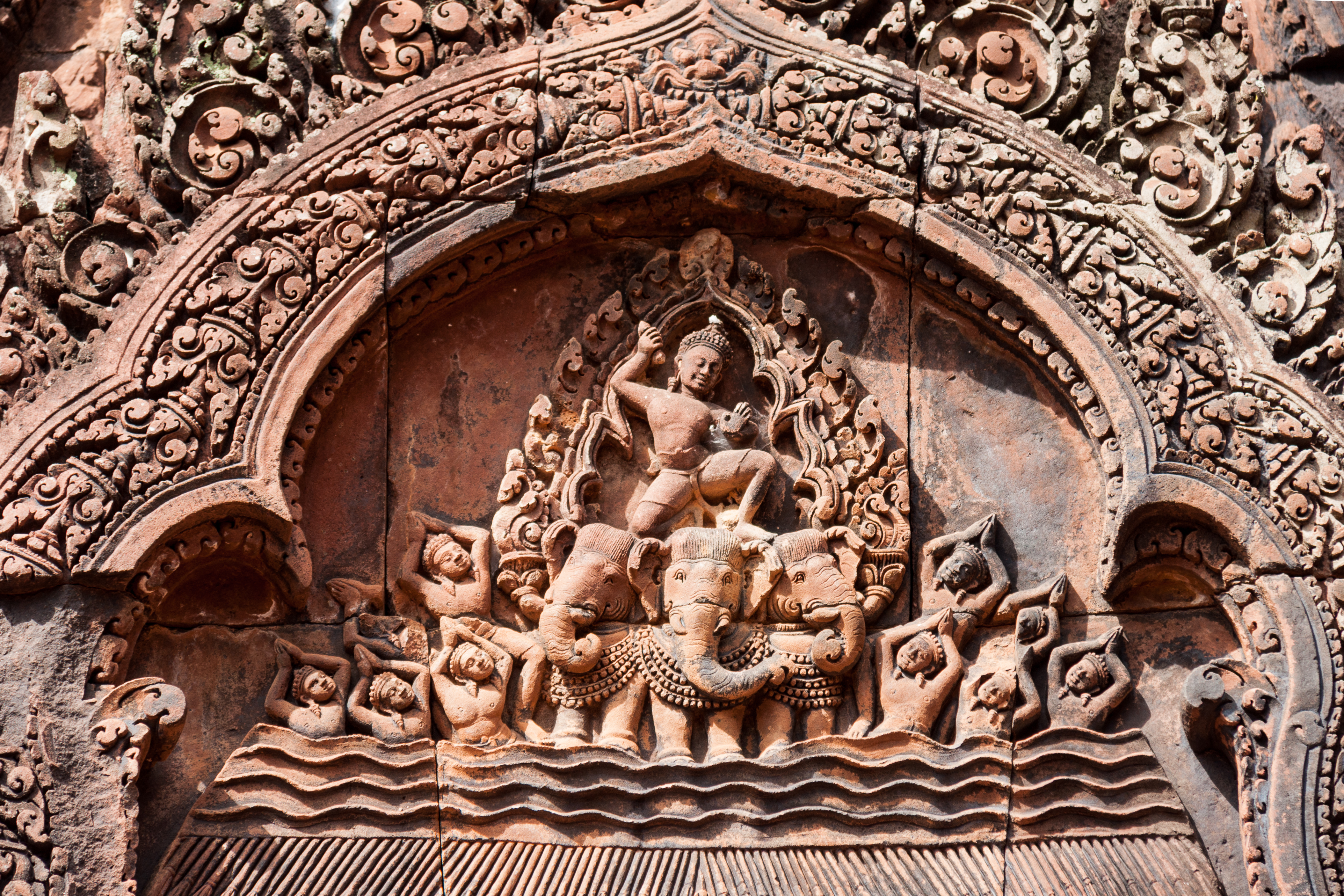
Indra auf Airavata im Banteay-Srei-Tempel, Kambodscha (um 960)

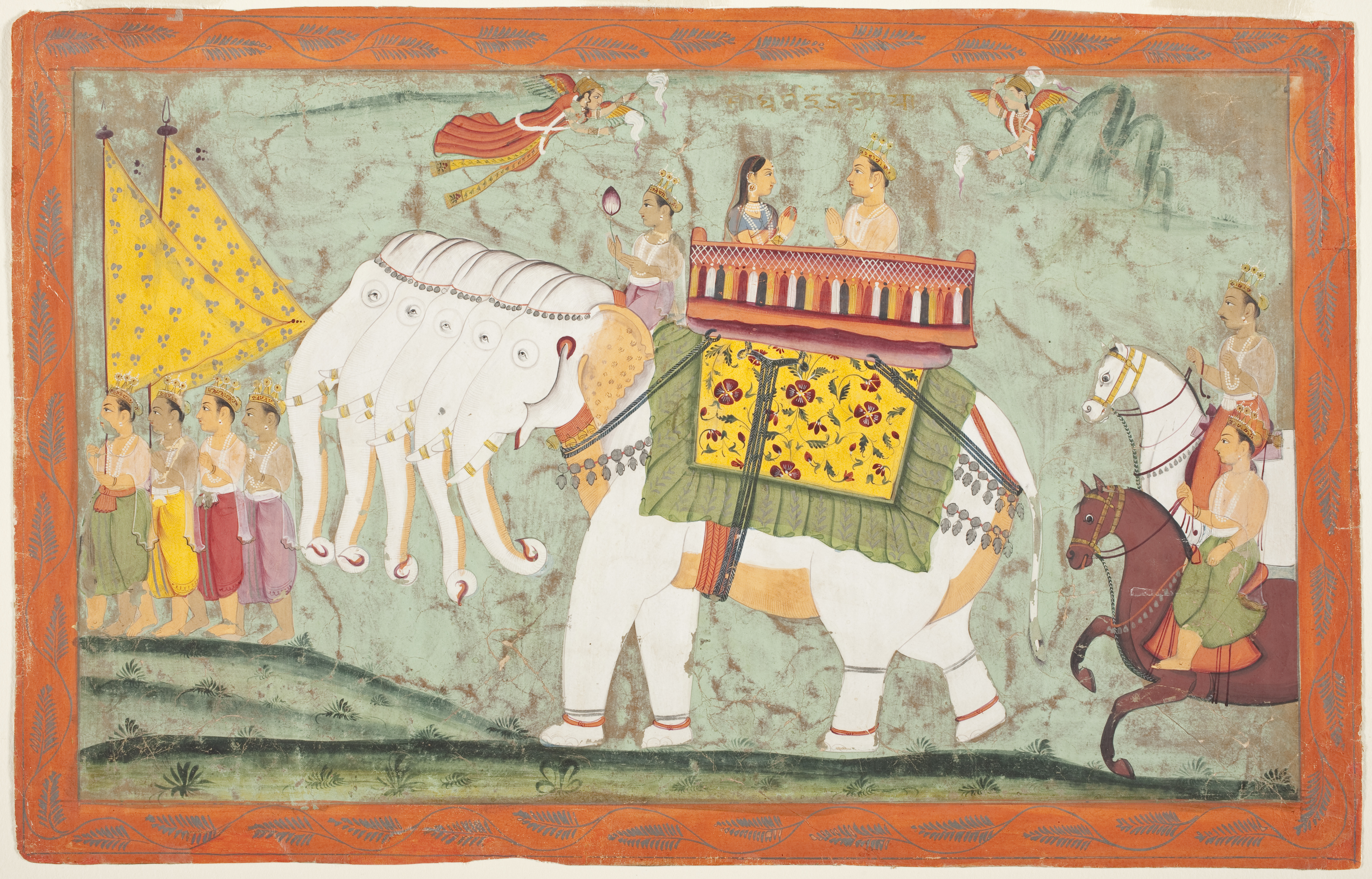
Indra und seine Gemahlin Indrani auf Airavata (um 1675)

Indra (Sanskrit, m., इन्द्र „mächtig, stark“) ist eine vedische Gottheit, der jedoch im heutigen Glaubensleben des Hinduismus kaum noch Bedeutung zukommt. Zusammen mit seinen Brüdern Agni und Vayu bildet er eine vedische Göttertriade. Viele seiner Aspekte gingen in Indien seit der Gupta-Zeit oder früher auf die Hindu-Gottheiten Shiva und Vishnu über; in der Khmer-Kunst wird er dagegen auch später noch häufig dargestellt.

## Veden
Indras Eltern waren Himmel (Dyaus) und Erde (Prithivi), die der Gott gleich nach der Geburt für immer voneinander trennte. Er entthronte seinen Vater, stürzte die alte Ordnung und riss die Herrschaft über die Welt an sich. Er scheint darüber hinaus den Gott Varuna als höchsten Gott verdrängt zu haben und übertrifft ihn mit der Zeit an Beliebtheit.
In der frühindischen, vedischen Religion wird Indra als der höchste, kriegerische Gott des Himmels vorgestellt, der Gott des Sturmes und des Regens, „ohne den kein Sieg möglich ist, den man im Kampfe anruft …“ (Rigveda 2,12,9 desa). Er ist der Gott der Krieger, des Kshatriya-Standes. Ebenso gilt er als Gott der Fruchtbarkeit, der Schöpfung und des Regens sowie als Götterkönig. Allgemein verkörpert er die produktiven Kräfte der Natur. Indra ist der berühmteste Gott der vedischen Zeit und ist der am meisten angerufene und besungene Gott: rund 250 Hymnen des Rigveda sind allein an ihn gerichtet. Gemäß den vedischen Schriften ist er es, der jeden Widerstand zerschmettert.
Er vollbringt eine Reihe von Heldentaten. So tötet Indra mit seinem Donnerkeil (vajra) den Drachen bzw. Dürredämon Vritra und befreit die Kühe von den panis, einer Schar reicher und geiziger Dämonen. Ebenso tötet er der Mythologie zufolge den Dämonen Namuci, der ihm sein Soma stiehlt. Indra hat stark anthropomorphe Züge. Der Indologe Jan Gonda beschreibt ihn als anthropomorphesten der vedischen Götter. Er ist der große Eroberer und Held sowie Kämpfer gegen die Asuras, für Götter und Menschen, strotzt vor Kraft und Vitalität, ist der größte Esser und Trinker, trinkt in riesigen Mengen Soma (ein belebendes Getränk), bringt Materielles zum Blühen, schenkt Wohlstand und bestraft die Lüge. Indra führt die Götter in den Kampf gegen die Asuras. In dieser Funktion wird er auch zu den Adityas gezählt, den Söhnen der Göttin Aditi. Andere vedische Götter sind Agni und Varuna. Seine Brüder sind Agni und Surya. Verheiratet ist er mit Indrani, der Göttin von Zorn, Eifersucht und Nörgelei. Seine Diener und Kampfgefährten sind die göttlichen Maruts bzw. Rudras, die Götter der Luft und des Sturms. Da er einen Brahmanenmord, die schlimmste Sünde, begeht, wird er durch ein Reinigungsopfer von dieser Sünde befreit.
Indra gilt in den Veden als der „König der Götter“, der in vielen Gestalten und Bedeutungen in indischen Mythen erscheint. Seine Waffe ist der Donnerkeil (vajra). Er wohnt in der Stadt Amaravati als Herr über die Himmelswelt (svargaloka) in einem Palast auf der Spitze des Berges Meru. Dort herrscht er zusammen mit seiner Frau Indrani über eine Art "Kriegerparadies" in den Wolken, ähnlich dem germanischen Walhalla. Gandharven machen dort die Musik, während Apsaras Tänze und Schauspiele für Indras gefallene Krieger aufführen. Gelegentlich schickt Indra von Svarga aus seine apsaras auf die Erde, um Menschen zu verführen, die der Gott für zu asketisch hält. Auch Indra selbst besteht zahlreiche Liebesabenteuer. Der Gott gilt allgemein als wohltätig, hilfreich, aktiv, dynamisch, ekstatisch, sinnlich, schnell, wild, kriegerisch, heldenhaft, tapfer und stark. Indra führt zahlreiche Beinamen wie Vritrahan („Vritra-Erschlager“), Sakra („der Mächtige“), Sacipati („Herr der Kraft“), Vajri („Donnerer“), Svargapati („Herr des Himmels“), Purandara („Städtezerstörer“) und Meghavahana („Wolkenreiter“).

## Ikonographie
Indra wird furchteinflößend, riesengroß, mit dickem somatragenden Bauch, hundert Hoden und vier Armen dargestellt. In der einen Hand hält er das Vajra, seine besondere Waffe, mit der er Dämonen tötet und gefallene Krieger wieder zum Leben erweckt, die andere hält einen Stachelstock oder Speer, die dritte führt einen Köcher mit Pfeilen, und die vierte hält ein Netz der Illusionen und einen Haken bereit, um Feinde zu fangen und straucheln zu lassen. Sein Bogen ist der Regenbogen. Seine Körperfarbe ist meist rot oder golden. Sein Reittier (vahana) ist der weiße, himmlische Riesenelefant Airavata, der himmlische Vorfahr aller indischen Elefanten, „der tiergestaltige Archetypus der regenschenkenden Monsunwolke oder ein weißes Pferd.“ Gelegentlich wird er auch neben seiner Hündin Sarama dargestellt. Mitunter bildet man ihn aber auch in einem von Rossen gezogenen Wagen ab, gelenkt von seinem Freund Matali.

## Indra heute
Im heutigen Hinduismus kommt Indra nur vergleichsweise geringe Bedeutung zu. Er gilt lediglich als vergöttlichter König und Regenspender sowie Herr über das Himmelsreich (Svarga) auf dem Weltenberg Meru. Daneben hat er noch Funktion als Lokapala des Ostens. Darüber hinaus wird er im Mahabharata auch als Vater des Pandava-Helden und legendären Bogenschützen Arjuna aus der Bhagavad Gita erwähnt, den er im Exil immer wieder unterstützt. Im Kampf wird er von Dämonen wie Ravana und beliebteren neueren Göttern und Helden wie Krishna regelmäßig besiegt. Den Puranas zufolge bestehen Indras Hauptschwächen darin, seinen sinnlichen Genüssen und dem berauschenden Somatrank übermäßig ergeben zu sein. Er wird als Büßer dargestellt, weil er den Brahmanen Vritra getötet hat, und gilt als etwas begriffsstutzig. Viele seiner Funktionen wurden mit der Zeit von Vishnu übernommen, der ihn als Erhalter der Welt und Kämpfer gegen die Dämonen abgelöst zu haben scheint.
In der nepalesischen Hauptstadt Kathmandu wird jährlich am Ende der Regenzeit im September für Indra das einwöchige Fest Indra Jatra veranstaltet, bei dem unter anderem das Tanztheater Mahakali pyakhan aufgeführt wird.